# Fragmenta Vindobonensia

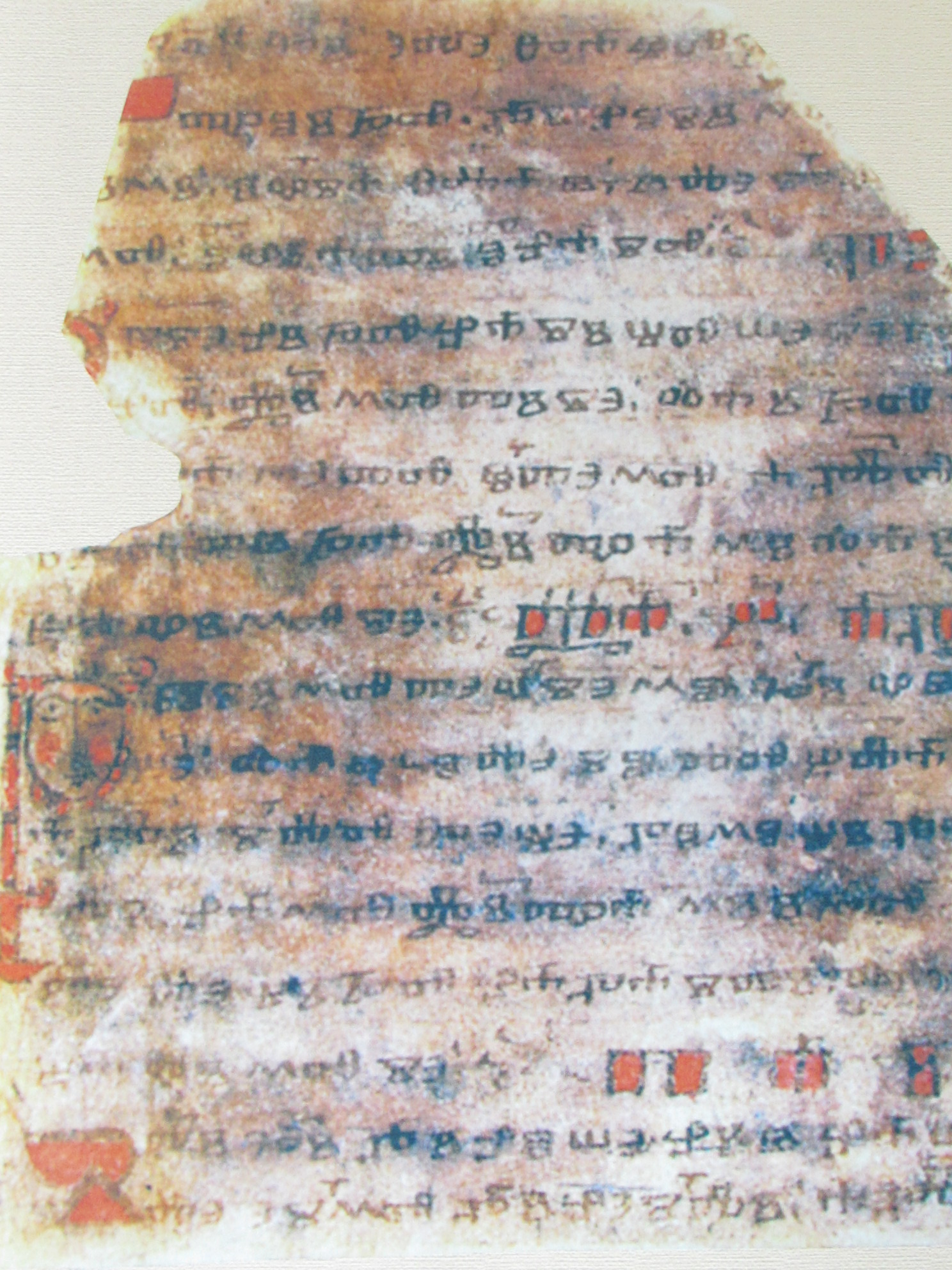
Fragmenta Vindobonensia

I Fragmenta Vindobonensia, noti anche come fogli viennesi (in tedesco: Wiener glagolitische Blätter; in serbo-croato: Bečki listići), è il nome attribuito a due fogli glagolitici miniati provenienti probabilmente dalla Croazia e dalla Dalmazia dell'XI o XII secolo. Sono stati scoperti e descritti per la prima volta da Vatroslav Jagić nel 1890 e sono conservati presso la Biblioteca Nazionale di Vienna.
Alcune ricerche ne collocano l'origine nella Croazia occidentale.
I fogli comprendono il testo di Genesi 12,17-13,14 e Genesi 15,2-15,12.